# 1994-es Tour de France
Az 1994-es Tour de France volt a 81. francia körverseny. 1994. július 2-a és július 24-e között rendezték meg. 21 plusz a prolog szakaszból állt és 3.979 kilométer hosszú volt. Lille-ből indult a verseny, a harmadik szakasz a Csatorna-alagúton vezetett Angliába, ahol két szakaszt rendeztek meg. (Húsz év után érintette újra Angliát a Tour de France.) Ezután komppal tért vissza Franciaországba a mezőny. A további tizenhat szakaszt egyetlen pihenőnappal szakították csak meg, július 14-én Lourdesben. Egymás után negyedszer nyerte meg a versenyt Miguel Indurain, a legjobb fiatal versenyző Marco Pantani lett. 21 csapat 189 versenyzőjéből csak 117 teljesítette a távot.

## Szakaszok
| Szakasz | Végpontok           | Végpontok                | Hossz    |                   | Jelleg            | Időpont    | Szakaszgyőztes           |
| Szakasz | Rajt                | Cél                      | Hossz    |                   | Jelleg            | Időpont    | Szakaszgyőztes           |
| ------- | ------------------- | ------------------------ | -------- | ----------------- | ----------------- | ---------- | ------------------------ |
| Prolog  | Lille               |                          | 7,2 km   | egyéni időfutam   | egyéni időfutam   | július 2.  | Chris Boardman           |
| 1.      | Lille               | Armentières              | 234 km   | sík szakasz       | sík szakasz       | július 3.  | Djamolidine Abdoujaparov |
| 2.      | Roubaix             | Boulogne-sur-Mer         | 203,5 km | sík szakasz       | sík szakasz       | július 4.  | Jean-Paul van Poppel     |
| 3.      | Calais              | Csatorna-alagút          | 66,5 km  | csapatidőfutam    | csapat időfutam   | július 5.  | GB-MG Maglificio         |
| 4.      | Dover               | Brighton                 | 204,5 km | sík szakasz       | sík szakasz       | július 6.  | Francisco Cabello        |
| 5.      | Portsmouth          | Portsmouth               | 187,0 km | sík szakasz       | sík szakasz       | július 7.  | Nicola Minali            |
| 6.      | Cherbourg           | Rennes                   | 270,5 km | sík szakasz       | sík szakasz       | július 8.  | Gianluca Bortolami       |
| 7.      | Rennes              | Futuroscope              | 259,5 km | sík szakasz       | sík szakasz       | július 9.  | Ján Svoroda              |
| 8.      | Poitiers            | Trélissac                | 218,5 km | sík szakasz       | sík szakasz       | július 10. | Bo Hamburger             |
| 9.      | Périgueux           | Bergerac                 | 64 km    | egyéni időfutam   | egyéni időfutam   | július 11. | Miguel Indurain          |
| 10.     | Bergerac            | Cahors                   | 160,5 km | sík szakasz       | sík szakasz       | július 12. | Jacky Durand             |
| 11.     | Cahors              | Hautacam                 | 263,5 km | hegyi szakasz     | hegyi szakasz     | július 13. | Luc Leblanc              |
| 12.     | Lourdes             | Luz Ardiden              | 204,5 km | hegyi szakasz     | hegyi szakasz     | július 15. | Richard Virenque         |
| 13.     | Bagnères-de-Bigorre | Albi                     | 223 km   | sík szakasz       | sík szakasz       | július 16. | Bjarne Riis              |
| 14.     | Castres             | Montpellier              | 202 km   | sík szakasz       | sík szakasz       | július 17. | Rolf Sørensen            |
| 15.     | Montpellier         | Calpentras               | 231 km   | hegyi szakasz     | hegyi szakasz     | július 18. | Eros Poli                |
| 16.     | Valréas             | Alpe d’Huez              | 224,5 km | hegyi szakasz     | hegyi szakasz     | július 19. | Roberto Conti            |
| 17.     | Le Bourg-d’Oisans   | Val Thorens              | 149 km   | hegyi szakasz     | hegyi szakasz     | július 20. | Nelson Rodriguez         |
| 18.     | Moutiers            | Cluses                   | 174,5 km | hegyi szakasz     | hegyi szakasz     | július 21. | Pjotr Ugrumov            |
| 19.     | Cluses              | Avoriaz                  | 47,5 km  | egyéni időfutam   | egyéni időfutam   | július 22. | Pjotr Ugrumov            |
| 20.     | Morzine             | Lac Saint-Point          | 208,5 km | sík/hegyi szakasz | sík/hegyi szakasz | július 23. | Djamolidine Abdoujaparov |
| 21.     | Disneyland Párizs   | Párizs, (Champs-Élysées) | 175 km   | sík szakasz       | sík szakasz       | július 24. | Eddy Seigneur            |

## Végeredmény

### Sárga trikó
|    | Versenyző            | Csapat         | Idő             |
| -- | -------------------- | -------------- | --------------- |
| 1  | Miguel Indurain      | Banesto        | 103 óra 38' 38" |
| 2  | Pjotr Ugrumov        | Gewiss-Ballan  | 5' 39"          |
| 3  | Marco Pantani        | Carrera        | 7' 19"          |
| 4  | Luc Leblanc          | Festina        | 10' 03"         |
| 5  | Richard Virencque    | Festina        | 10' 10"         |
| 6  | Roberto Conti        | Lampre-Panaria | 12' 29"         |
| 7  | Alberto Elli         | GB-MG          | 20' 17"         |
| 8  | Alex Zülle           | ONCE           | 20' 35"         |
| 9  | Udo Bölts            | Telecom        | 25' 19"         |
| 10 | Vlagyimir Poulnyikov | Carrera        | 25' 28"         |

### Zöld trikó
| #   | Versenyző                | Csapat         | Pont     |
| --- | ------------------------ | -------------- | -------- |
| 1.  | Djamolidine Abduzhaparov | Polti          | 322 pont |
| 2.  | Silvio Martinello        | Mercatone Uno  | 273 pont |
| 3.  | Jan Svorada              | Lampre-Panaria | 230 pont |
| 4.  | Gianluca Bortolami       | Mapei-Clas     | 188 pont |
| 5.  | Miguel Indurain          | Banestro       | 132 pont |
| 6.  | Olaf Ludwig              | Telekom        | 122 pont |
| 7.  | Johan Museeuw            | GB-MG          | 118 pont |
| 8.  | François Simon           | Castorama      | 105 pont |
| 9.  | Luc Leblanc              | Festina        | 103 pont |
| 10. | Angel Eldo               | Kelme-Avianca  | 102 pont |

### Pöttyös trikó
| #   | Versenyző        | Csapat           | Pont     |
| --- | ---------------- | ---------------- | -------- |
| 1.  | Richard Virenque | Festina          | 392 pont |
| 2.  | Marco Pantani    | Carrera          | 243 pont |
| 3.  | Pjotr Ugrumov    | Gewiss-Ballan    | 219 pont |
| 4.  | Miguel Indurain  | Banesto          | 215 pont |
| 5.  | Peter de Clercq  | Lotto-Vetta-Caoi | 192 pont |
| 6.  | Luc Leblanc      | Festina          | 176 pont |
| 7.  | Oscar Pellicioli | Polti            | 151 pont |
| 8.  | Roberto Conti    | Lampe-Panaria    | 147 pont |
| 9.  | Nelson Rodriguez | ZG-Mobili        | 142 pont |
| 10. | Udo Bölts        | Telekom          | 119 pont |

### Fehér trikó
| #   | Versenyző          | Csapat        | Idő             |
| --- | ------------------ | ------------- | --------------- |
| 1.  | Marco Pantani      | Carrera       | 103 óra 45' 57" |
| 2.  | Richard Virenque   | Festina       | 2' 51"          |
| 3.  | Bo Hamburger       | TVM-Bison     | 36' 25"         |
| 4.  | Beat Zberg         | Carrera       | 49' 47"         |
| 5.  | Abraham Olano      | Mapei-CLAS    | 54' 10"         |
| 6.  | Laurant Dufaux     | ONCE          | 1 h 02' 11"     |
| 7.  | Eddy Seigneur      | Gan           | 1 h 39' 56"     |
| 8.  | Andrea Peron       | Polti         | 1 h 46' 28"     |
| 9.  | Vlagyiszlav Bobrik | Gewiss-Ballan | 1 h 47' 53"     |
| 10. | Vincente Aparicio  | Banestro      | 1 h 52' 15"     |

### Csapatverseny
| #   | Csapat          | Idő            |
| --- | --------------- | -------------- |
| 1.  | Festina-Lotus   | 311 óra 28' 53 |
| 2.  | Gewiss-Ballan   | 42' 57"        |
| 3.  | Mapei-CLAS      | 44' 38"        |
| 4.  | Banesto         | 48' 25"        |
| 5.  | Carrera-Tasonni | 50' 55"        |
| 6.  | GB-MG Technogym | 1 óra 06' 06"  |
| 7.  | ONCE            | 1 óra 20' 47"  |
| 8.  | Telekom         | 1 óra 51' 04"  |
| 9.  | Kelme-Avianca   | 1 óra 55' 47"  |
| 10. | Castorama       | 2 óra 14' 58"  |